# هيو هيفنر
هيو مارستن هيفنر(بالإنجليزية: Hugh Marston Hefner)‏ (ولد في 9 أبريل 1926 - 27 سبتمبر 2017) معروف أحياناً باسم هَف (Hef), ناشر مجلة أمريكي، والمؤسس الرئيسي لمشاريع البلاي بوي. في عام 2003 صنفته مجلة ارينا (Arena)بالمرتبة الثانية في قائمة «اقوى 50 شخص في الإباحية».
فارق مؤسس مجلة «بلاي بوي» هيو هيفنر Hugh Hefner الحياة في 27 سبتمبر 2017، عن عمر ناهز الـ 91 عامًا ونتيجة أسباب طبيعية.

## روابط خارجية
- هيو هيفنر على موقع IMDb (الإنجليزية)
- هيو هيفنر على موقع ميتاكريتيك (الإنجليزية)
- هيو هيفنر على موقع الموسوعة البريطانية (الإنجليزية)
- هيو هيفنر على موقع مونزينجر (الألمانية)
- هيو هيفنر على موقع ألو سيني (الفرنسية)
- هيو هيفنر على موقع ميوزك برينز (الإنجليزية)
- هيو هيفنر على موقع أول موفي (الإنجليزية)
- هيو هيفنر على موقع قاعدة بيانات الأفلام السويدية (السويدية)
- هيو هيفنر على موقع إن إن دي بي (الإنجليزية)
- هيو هيفنر على موقع ديسكوغز (الإنجليزية)